# Medaglia commemorativa per l'800º anniversario di Mosca
La medaglia commemorativa per l'800º anniversario di Mosca è stata un premio statale dell'Unione Sovietica.

## Storia
La medaglia venne istituita il 20 settembre 1947.

## Assegnazione
La medaglia veniva assegnata a lavoratori, tecnici e dipendenti di imprese industriali, dei trasporti e dello sviluppo urbano di Mosca, alle persone che avessero lavorato nel campo della scienza, della tecnologia, dell'arte, della letteratura, dell'istruzione e della salute, ai dipendenti delle istituzioni dello Stato, di partito, dei sindacati, delle organizzazioni pubbliche e di altro tipo che si fossero distinti nel lavoro nella ricostruzione del capitale e nello sviluppo del proprio lavoro nel settore industriale, dei trasporti, dello sviluppo urbano, e nelle istituzioni accademiche e culturali, ai soldati o invalidi del lavoro; alle casalinghe che avessero preso parte attiva nel miglioramento della città e nel lavoro delle scuole e delle strutture per l'infanzia. Per ottenere la medaglia era necessario aver soggiornato almeno cinque anni a Mosca o nei suoi dintorni.

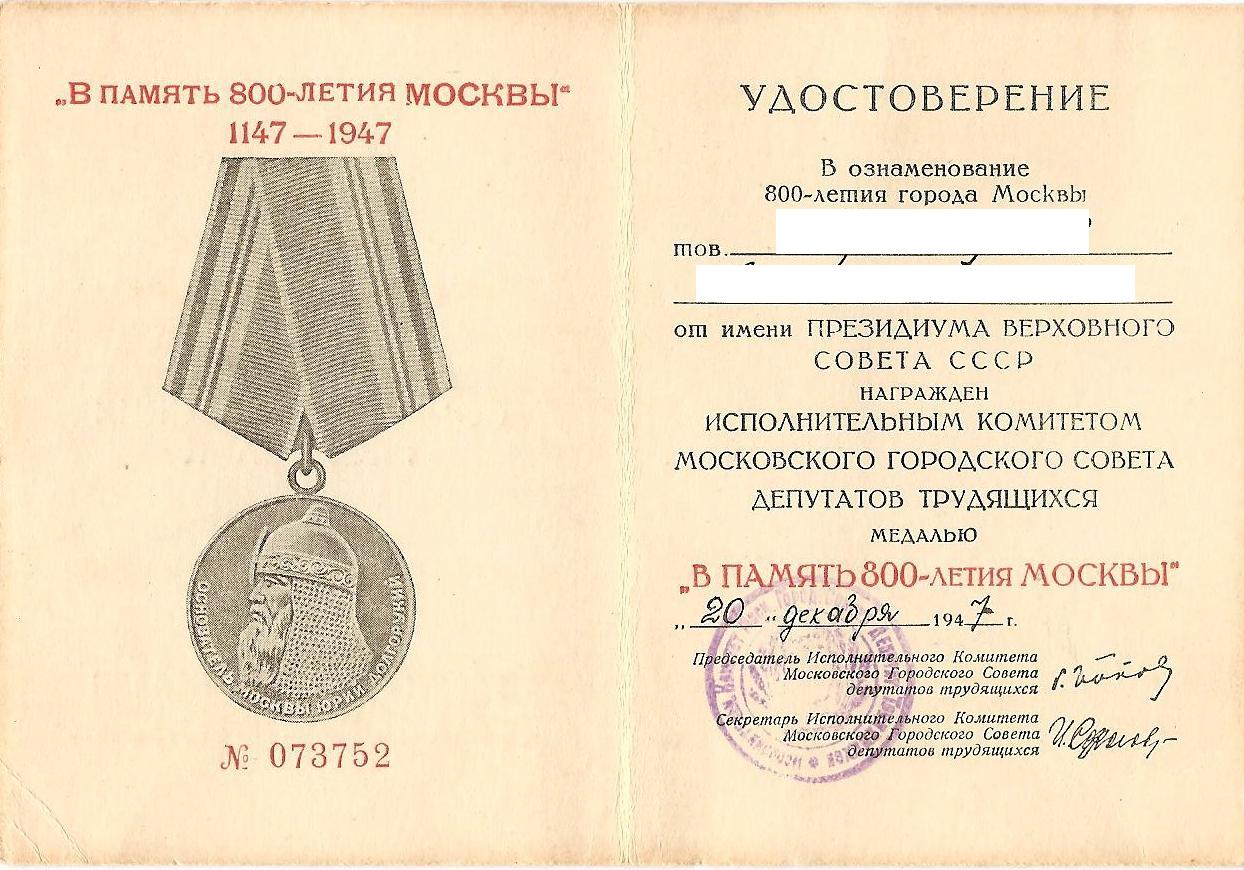
Documento di attestazione.

## Insegne
- La medaglia era di rame. Il dritto raffigurava il fondatore di Mosca Jurij Dolgorukij di Kiev con sul bordo la scritta "Il fondatore di Mosca Jurij Dolgorukij" (Russo: «Основатель Москвы Юрий Долгорукий»). Il rovescio raffigurava il Cremlino al centro, in basso, falce e martello con le bandiere e stemma con due rami di alloro, a sinistra, l'anno "1147", a destra, l'anno "1947". Nella parte superiore lungo la circonferenza della medaglia, la scritta "In commemorazione dell'800º anniversario di Mosca" (Russo: «В память 800-летия Москвы»).
- Il nastro era bianco con a destra una larga striscia verde e con a sinistra tre strisce rosse.